# Olha Leleiko
Olha Olexandrivna Leleiko –en ucraniano, Ольга Олександрівна Лелейко– (Kiev, 21 de julio de 1977) es una deportista ucraniana que compitió en esgrima, especialista en la modalidad de florete.
Ganó una medalla de bronce en el Campeonato Europeo de Esgrima de 2007, en la prueba individual. Participó en cuatro Juegos Olímpicos de Verano, entre los años 2000 y 2016, ocupando el octavo lugar en Sídney 2000, en la prueba por equipos.

## Palmarés internacional
| Campeonato Europeo | Campeonato Europeo | Campeonato Europeo | Campeonato Europeo |
| Año                | Lugar              | Medalla            | Prueba             |
| ------------------ | ------------------ | ------------------ | ------------------ |
| 2007               | Gante (Bélgica)    | Medalla de bronce  | Florete individual |